# Sfânta Piroska
Sfânta Piroska (n. 1088, Esztergom, Regatul Ungariei, Ungaria – d. 13 august 1134, Constantinopol, Imperiul Roman de Răsărit) a fost fiica regelui Ladislau I al Ungariei. După căsătoria ei la curtea imperială bizantină cu Ioan al II-lea Comnenul și-a luat numele Irena și a trecut la cultul creștin ortodox. Din căsătoria cuplului au provenit 8 copii. În mozaicul Maicii Domnului din Catedrala Sfânta Sofia din Constantinopol sunt reprezentați de asemenea împăratul Ioan al II-lea Comnenul și soția sa, Piroska (Irena).

## Galerie de imagini

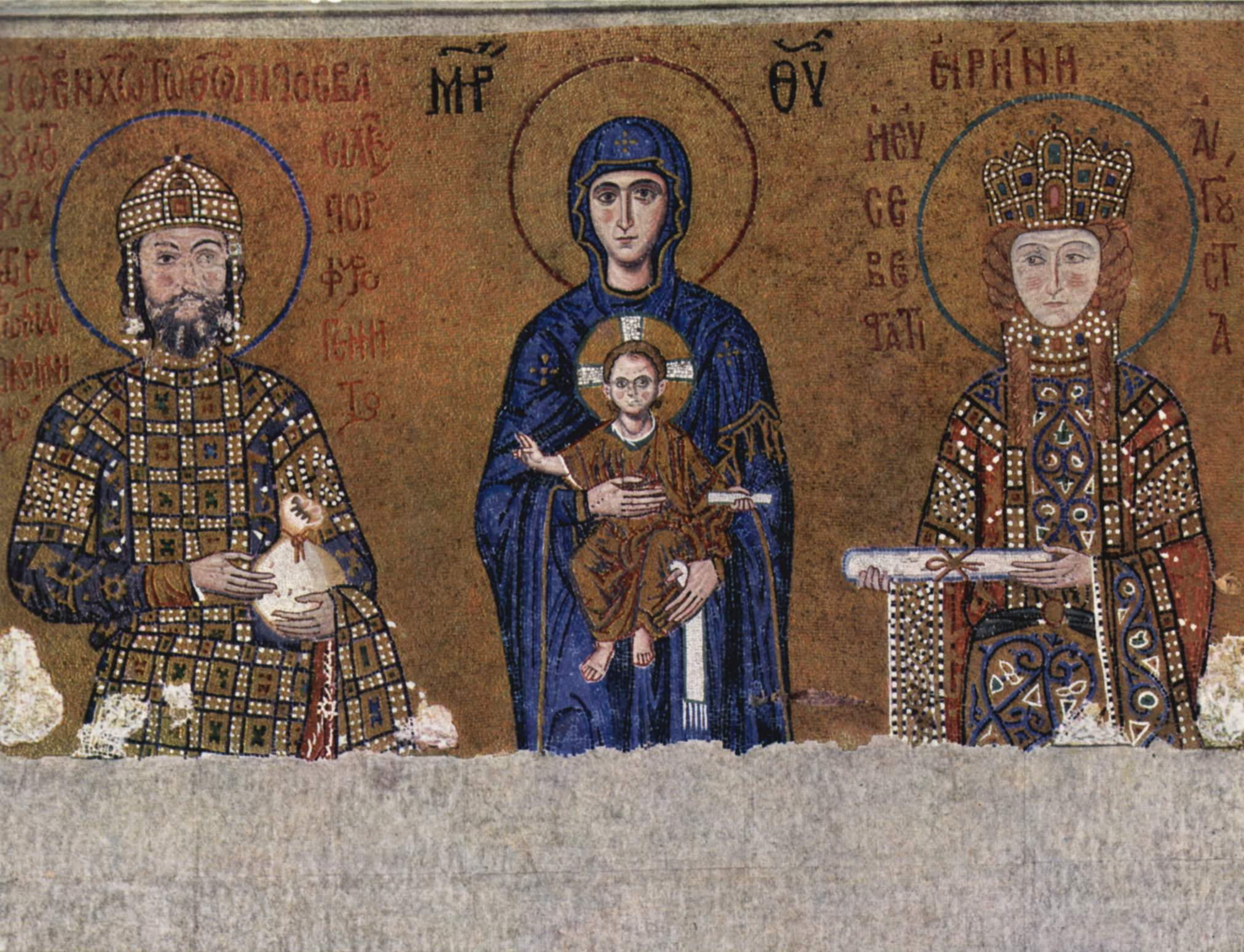
Mozaicul Maicii Domnului din Catedrala Sfânta Sofia din Constantinopol